# رابرت گلکلر
رابرت گِلِکْلـِر (انگلیسی: Robert Gleckler؛ ‏ ۱۱ ژانویهٔ ۱۸۸۷ – ۲۵ فوریهٔ ۱۹۳۹) بازیگر اهل ایالات متحده آمریکا بود. وی بین سال‌های ۱۹۲۷ تا ۱۹۳۹ میلادی در نزدیک به ۶۰ فیلم نقش‌آفرینی نمود. او برای نقش «جوناس ویلکرسون»، سرپرست بردگان در «تارا» در فیلم سینمایی بربادرفته انتخاب شده بود، اما در جریان فیلم‌برداری و ساخت فیلم درگذشت و ویکتور جوری جایگزین او شد.
از فیلم‌هایی که وی در آن‌ها نقش داشته‌است، می‌توان به مخمصه، کبوتر، گروه موسیقی وارد می‌شود، ستاره‌ای انتخاب کن، دارودسته‌های نیویورکی، گروه رگتایم الکساندر و شهرک پسرها اشاره نمود.